# Echte Penoze
Echte Penoze is een televisieprogramma van de commerciële televisiezender RTL 4. In dit programma worden wekelijks personen met een geschiedenis in de onderwereld geportretteerd. In dit programma worden de verhalen verteld van grote criminelen aan de hand van hun verhalen, interviews en reconstructies van hun daden.

## Overzicht van de afleveringen
| Aflevering | Datum            | Crimineel          | Misdaad                                   | Kijkcijfer |
| ---------- | ---------------- | ------------------ | ----------------------------------------- | ---------- |
| 1          | 17 november 2013 | Hugo Broers        | Hasjhandel, overvallen, ripdeals en moord | 777.000    |
| 2          | 24 november 2013 | Jan van Hensbergen | Overvallen, vrouwen- en xtc-handel        | 653.000    |
| 3          | 1 december 2013  | Eef Hoos           | Incassopraktijken en bomaanslagen         | 519.000    |
| 4          | 8 december 2013  | Nico van Empel     | Vervalsingspraktijken                     | 563.000    |
| 5          | 15 december 2013 | Ad Haverkamp       | Drugshandel                               | 482.000    |
| 6          | 22 december 2013 | Rodney Geijsen     | Overvallen                                | 415.000    |